# Boston Bruins
A Boston Bruins Massachusetts állam Boston városának profi jégkorongcsapata. A Bruins a National Hockey League keleti főcsoportjában, az atlanti divízióban játszik. 1924 óta az első amerikai csapatként szerepel az NHL-ben, továbbá tagja az Original Sixnek. Otthoni mérkőzéseiket a 17 565 férőhelyes TD Gardenben bonyolítják le 1995-től. Korábbi csarnokuk a Boston Garden. Az elnyert Stanley-kupák számát tekintve negyedik helyen áll, holtversenyben a Chicago Blackhawks-szal, előttük pedig a Montréal Canadiens (24 győzelem), a Detroit Red Wings (11 győzelem), és a Toronto Maple Leafs (13 győzelem, viszont kevesebb döntőt játszott, mint a Detroit, ezért mögé sorolják) áll.

## Történet

### A második világháború előtt
1923-ban a bostoni élelmiszernagykereskedő, Charles Adams tanácsára az NHL megjelent az Egyesült Államokban is. Elsőként Boston csapatát választották. Egyidejűleg két további egyesület (New York és Pittsburgh) kapott meghívót, ezen csapatok egy évvel később csatlakozhattak a ligához.
Adams Art Ross egykori játékost bízta meg a vezetői feladatok ellátásával. Ross a klub arca lett a következő harminc évre, négy különálló időszakban edző is volt.

## Klubrekordok
Pályafutási rekordok (csak a Bruins-szal)
- Legtöbb szezon a csapatnál:
- Legtöbb mérkőzés: 1518, Raymond Bourque
- Legtöbb gól: 545, John Bucyk
- Legtöbb gól (hátvéd): 395, Raymond Bourque
- Legtöbb emberelőnyben lőtt gól: 164, Raymond Bourque
- Legtöbb emberhátrányban lőtt gól: 25, Rick Middleton
- Legtöbb gólpassz: 1111, Raymond Bourque
- Legtöbb gólpassz (hátvéd): 1111, Raymond Bourque
- Legtöbb pont: 1506, Raymond Bourque
- Legtöbb pont (hátvéd): 1506, Raymond Bourque
- Legtöbb kiállitásperc: 2095, Terry O'Reilly

Szezonrekordok
- Legtöbb gól: 76, Phil Esposito (1970–1971)
- Legtöbb emberelőnyben lőtt gól: 28, Phil Esposito (1971–1972)
- Legtöbb emberhátrányban lőtt gól: 9, Brian Rolston (2001–2002)
- Legtöbb gólpassz: 102, Bobby Orr (1970–1971)
- Legtöbb pont: 152, Phil Esposito (1970–1971)
- Legtöbb pont (hátvéd): 139, Bobby Orr (1970–1971)
- Legtöbb kiállitásperc: 304, Jay Miller (1987–1988)

Kapusrekordok - pályafutás
- Legtöbb mérkőzés: 468, Tiny Thompson
- Legtöbb shutout: 74, Tiny Thompson
- Legtöbb győzelem: 252, Tiny Thompson

Kapusrekordok - szezon
- Legtöbb mérkőzés: 70, Jack Gelineau (1950–1951); Jim Henry (1951–1952, 1952–1953 és 1953–1954); Eddie Johnston (1963–1964)
- Legtöbb shutout: 15, Hal Winkler (1927–1928)
- Legtöbb győzelem: 40, Pete Peeters (1982–1983)

## Jelenlegi keret
2022 december 17

### Csatárok
- 37  Patrice Bergeron (C)
- 13  Charlie Coyle
- 74  Jake DeBrusk
- 17  Nicki Foligno
- 11  Trent Frederic
- 10  A.J. Greer
- 46  David Krejčí (A)
- 71  Taylor Hall
- 63  Brad Marchand (A)
- 92  Tomas Nosek
- 88  David Pastrnak
- 12  Craig Smith
- 18  Pavel Zacha

### Hátvédek
- 25  Brandon Carlo
- 75  Connor Clifton
- 28  Derek Forbort
- 48  Matt Grzelcyk
- 27  Hampus Lindholm
- 73  Charlie McAvoy
- 86  Anton Stralman
- 67  Jakub Zboril

### Kapusok
- 1  Jeremy Swayman
- 35  Linus Ullmark

### Csapatkapitányok
- Sprague Cleghorn 1925–1928
- Lionel Hitchman, 1928–1931
- George Owen, 1931–1932
- Dit Clapper, 1932–1933
- Marty Barry, 1933–1934
- Nels Stewart, 1934–1935
- Eddie Shore, 1935–1936
- Red Battie, 1936–1937
- Cooney Weiland, 1937–1939
- Dit Clapper, 1939–1944
- Bill Cowley, 1944–1945
- John Crawford, 1945–1946
- Bobby Bauer, 1946–1947
- Milt Schmidt, 1947–1954
- Ed Sandford, 1954–1955
- Fernie Flaman, 1955–1961
- Don McKenney, 1961–1963
- Leo Boivin, 1963–1966
- John Bucyk, 1966–1967; 1973–1977
- nem volt kapitány 1967–1973
- John Bucyk, 1973–1977
- Wayne Cashman, 1977–1983
- Terry O'Reilly, 1983–1985
- Ray Bourque és Rick Middleton, 1985–1988
- Ray Bourque, 1988–2000
- Jason Allison, 2000–2001
- nem volt kapitány 2001–2002
- Joe Thornton, 2002–2005
- nem volt kapitány 2005–2006
- Zdeno Chara, 2006–2020
- Patrice Bergeron, 2021–2023
- Brad Marchand, 2023–[3]

## Visszavonultatott mezszámok
- Eddie Shore (2)
- Lionel Hitchman (3)
- Bobby Orr (4)
- Dit Clapper (5)
- Phil Esposito (7)
- Cam Neely (8)
- John Bucyk (9)
- Milt Schmidt (15)
- Rick Middleton (16)[4]
- Willie O’Ree (22)[5]
- Terry O’Reilly (24)
- Ray Bourque (77)